# Defecte de colada

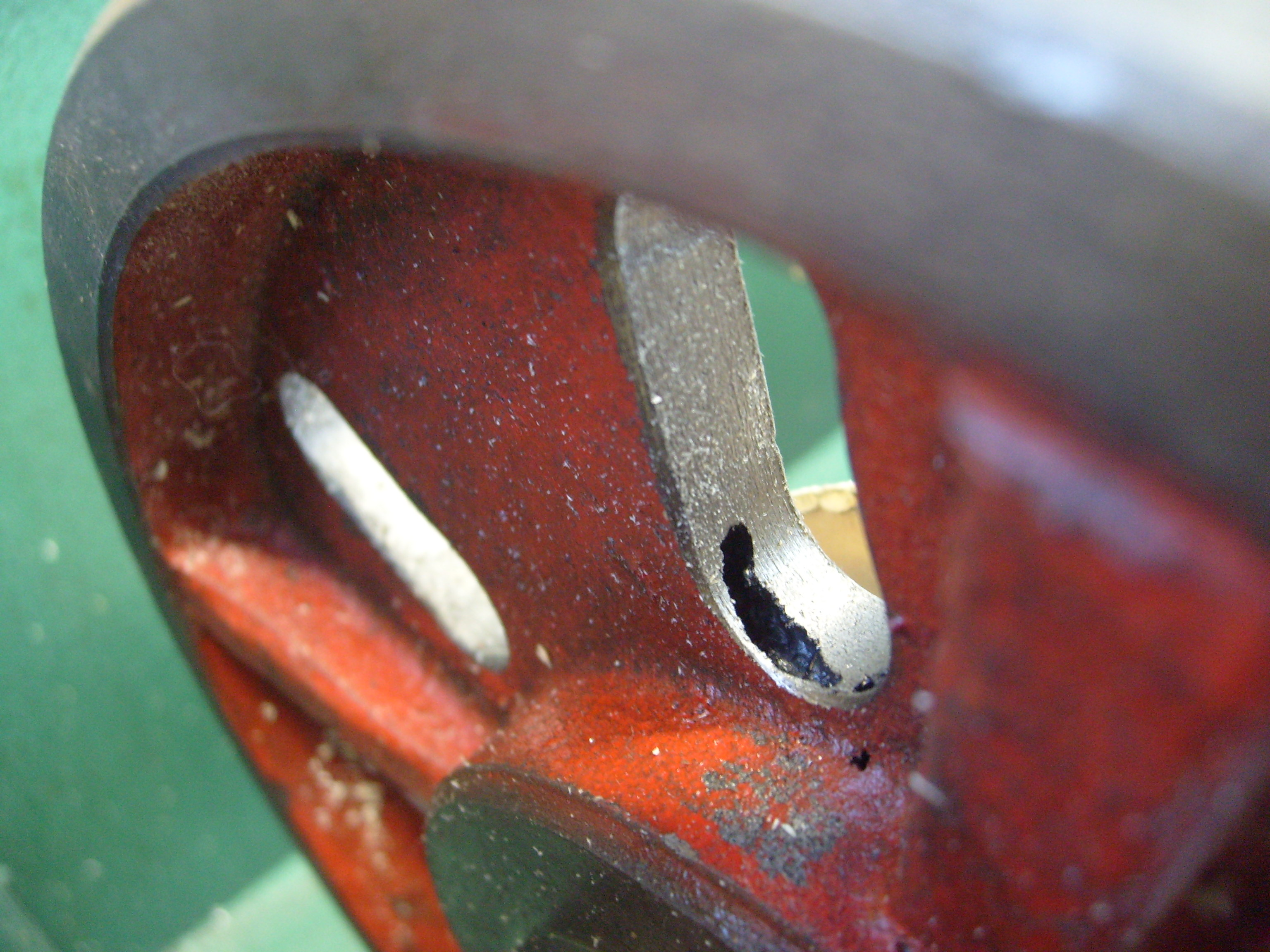
Defecte de colada en una peça de ferro colat (fosa d'acer).

Un defecte de colada és qualsevol anomalia indesitjable produïda en la peça durant el procés de fabricació de peces metàl·liques per colada d'un metall o aliatge fos. Alguns defectes de colada es poden admetre, altres defectes s'han de reparar i altres, finalment, provoquen el rebuig de la peça.
Els defectes de colada s'acostumen a classificar en les cinc categories següents: 
- porositat
- contracció
- defectes produïts pel motlle
- defectes per un vessament incorrecte del metall
- defectes metal·lúrgics.

Des del punt de vista pràctic i legal hi ha normes (especialment en el cas de recipients a pressió) que especifiquen els defectes que poden ser reparats des del punt de vista qualitatiu i quantitatiu. A més de moltes obres descriptives hi ha alguns estudis tècnics que tracten el tema des del punt de vista científic.

## Terminologia
Des del punt de vista tècnic cal distingir entre "defecte" i "discontinuïtat" (seguint les denominacions en anglès). Un defecte és una anomalia que cal corregir o suprimir si no es vol rebutjar la peça afectada. Una discontinuïtat es defineix com una "interrupció de la continuïtat en la peça colada". En una peça "no perfecta del tot" però que pugui fer la funció prevista i entri dins de la tolerància, les imperfeccions s'anomenen "discontinuïtats".

## Tipus de defectes
Els diferents defectes que poden produir-se en la colada dels metalls fosos en motlles són provocats per causes diferents. En certs casos, la modificació del procés per a solucionar un problema pot ser la causa d'una altra mena de defecte.

## Colada en motlle de sorra
La colada en motlles de sorra pot presentar una mena de defectes específics i d'altres que poden donar-se en altres tipus de colada.

### Defectes per contracció
La contracció del metall fos en solidificar-se pot provocar defectes específics si hi ha manca de metall fos per a compensar l'esmentada contracció. Hi ha dues menes de defectes:
- defectes per contracció oberta
- defectes per contracció confinada

En els casos de contracció oberta la part defectuosa de la peça està en contacte amb l'atmosfera i, mentre es forma la cavitat, l'aire "omple" el buit format.
Els defectes produïts per contracció confinada s'anomenen "porositats per contracció". El mecanisme de formació implica zones de metall fos envoltades de metall solidificat. Quan es refreden queda un buit (generalment a la part superior del que era una bombolla líquida). Normalment són el resultat de la presència d'impureses o de gasos dissolts (que fan de nucli de concentració i faciliten les "bombolles líquides").
Segons les dimensions, els porus poden ser: macroscòpics (visibles a ull nu) o microscòpics (invisibles a ull nu).

### Defectes per porositat del gas
La majoria de líquids poden contenir gasos en dissolució en quantitat considerable. En el cas de metalls fosos per a ser colats en un motlle pot passar el mateix. Quan el metall se solidifica, els gasos han de sortir de la solució i formen bombolles (porus) en la peça colada. Els porus per gasos dissolts poden presentar-se en la superfície o en l'interior.
Els gasos més propensos a formar porus en els metalls colats són el nitrogen, l'oxigen i l'hidrogen. En peces d'alumini i els seus aliatges l'hidrogen és l'únic gas que es dissol en quantitat apreciable, i pot formar "porositat per hidrogen". En peces d'alguns quilograms de pes, el diàmetre dels porus és de l'ordre de 0,01-0,5 mm. En peces més grans poden arribar a 1 mm de diàmetre.

### Defectes de vessament
L'acció de vessar el metall fos des del gresol al motlle pot ser la causa de possibles defectes en la peça acabada. Aquests defectes poden classificar-se en: motlle no emplenat del tot, parts internes separades (per manca de soldadura a l'hora de vessar) i inclusions.
Les dues primeres imperfeccions acostumen a ser el resultat de manca de fluïdesa del metall fos o seccions de pas massa estretes. En ambdós casos el metall fos pot solidificar-se sense emplenar tot el motlle o dos fronts de metall fos refredar-se deixant sense unir (de forma solidària, per soldadura) la zona de contacte. La fluïdesa del metall fos pot augmentar-se variant la composició química o apujant la temperatura del metall. Una altra causa possible és la contrapressió de l'aire provocada per una ventilació incorrecta del motlle. L'aire present en el motlle ha de tenir una via o vies de sortida quan sigui desplaçat pel metall fos.
Les inclusions són d'escòria (en forma líquida o sòlida). Poden provenir del forn, del gresol o del motlle. Normalment són òxids, nitrurs, carburs, sulfats o compostos de calci amb el metall. De cara a reduir les inclusions pot afegir-se al metall fos un desoxidant ("flux" en anglès), efectuar la colada al buit o en una atmosfera inert. Una altra opció és afegir algun producte que faciliti la flotabilitat de l'escòria fosa. També es pot seguir el procés de "colada des del fons del motlle". Finalment, hi ha casos en els quals és aconsellable instal·lar filtres ceràmics o conductes separadors (que separin l'escòria del metall).

### Defectes metal·lúrgics
Hi ha dos defectes classificats, de forma convencional, com a "metal·lúrgics":
- la formació d'esquerdes en calent[4]
- La formació de zones amb duresa excessiva[5]

Les esquerdes en calent són el resultat de la baixa resistència en calent (a alta temperatura) dels metalls. Si en la colada hi ha tensions residuals importants es poden produir esquerdes.
Les zones amb duresa excessiva es produeixen quan una part de la peça (o algunes parts) es refreden ràpidament. Si la peça s'ha de mecanitzar posteriorment la diferència de duresa pot ser un problema.
Els defectes metal·lúrgics poden corregir-se amb un disseny acurat del motlle.